# Darik's Boot and Nuke
Darik's Boot and Nuke (DBAN) – program tworzony jako wolne oprogramowanie służący do trwałego usuwania danych z twardego dysku, przez ich wielokrotne nadpisanie wcześniej wybranym wzorcem.
DBAN oferuje trwałe usuwanie danych za pomocą metody Gutmanna, metody DoD 5220.22-M i RCMP TSSIT OPS-II, nadpisywania liczbami pseudolosowymi jak i nadpisywania danych zerami.
DBAN może zostać uruchomiony z dyskietki, płyty CD/DVD, pendrive'a, a także Preboot Execution Environment (PXE).